# Église Saint-Pierre-et-Saint-Paul de Topčider
Pour les articles homonymes, voir Église Saint-Pierre-et-Saint-Paul.
L'église Saint-Pierre-et-Saint-Paul de Topčider (en serbe cyrillique : Топчидерска црква Светих апостола Петра и Павла ; en serbe latin : Topčiderska crkva Svetih apostola Petra i Pavla) est une église orthodoxe serbe située à Belgrade, la capitale de la Serbie, dans la municipalité urbaine de Savski venac et dans le quartier-parc de Topčider. Elle a été construite entre 1832 et 1834, à l'instigation prince Miloš Obrenović, à proximité du Milošev konak, la résidence qu'il venait de se faire bâtir dans la forêt. L'église est inscrite sur la liste des monuments culturels protégés de la république de Serbie et sur la liste des biens culturels de la ville de Belgrade.

## Présentation

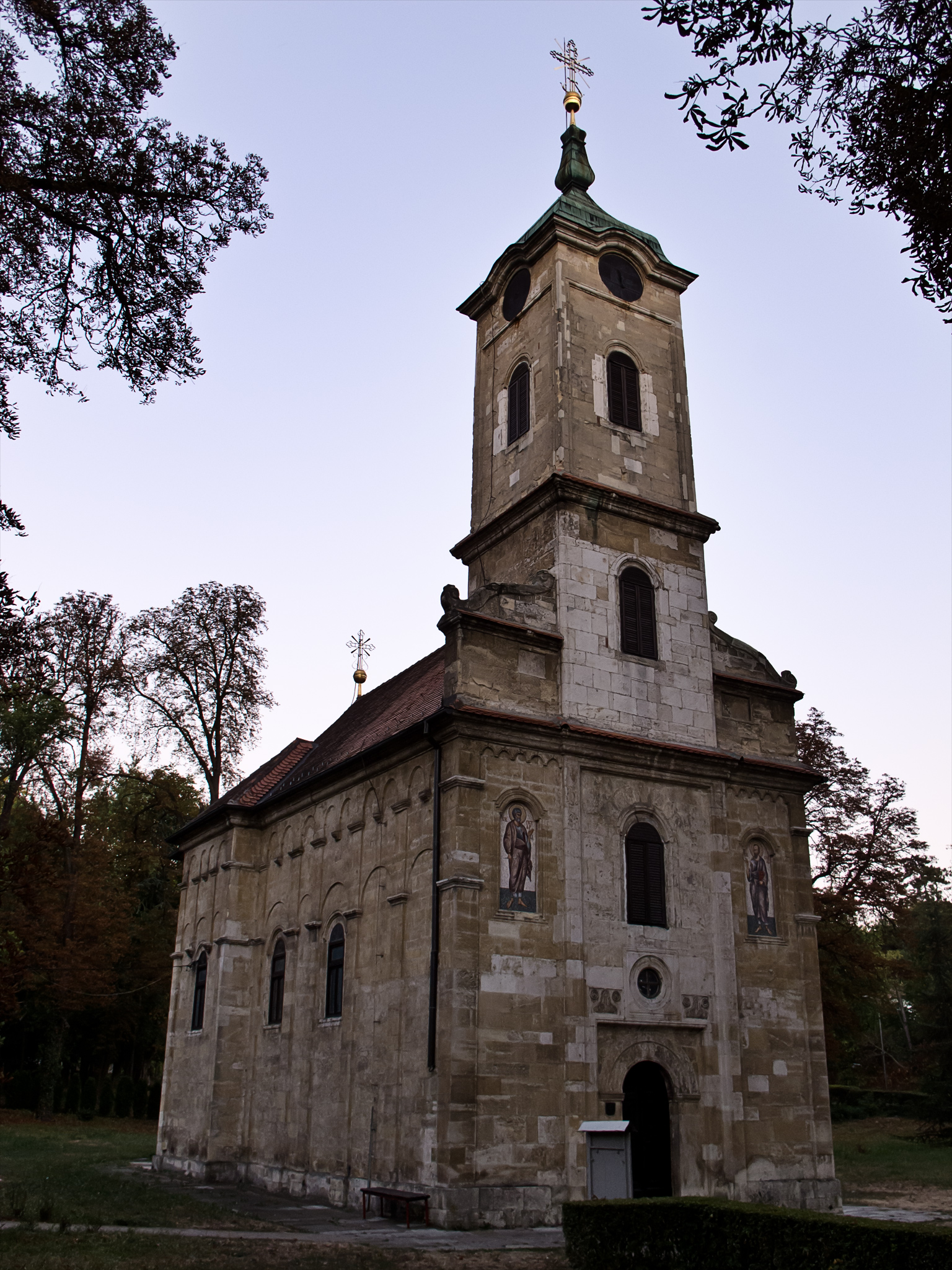
Autre vue de l'église

L'église Saint-Pierre-et-Saint-Paul a été construite entre 1832 et 1834 par les architectes Janja Mihailović et Nikola Đorđević, avec la collaboration de Živko Mihailović et Marko Bogdanović. Le commanditaire de l'édifice était le prince Miloš qui voulait en faire l'église de cour de son konak de Topčider.
L'église est dotée d'une voûte en berceau et d'une abside semi-circulaire ; elle possède deux chœurs latéraux rectangulaires, ainsi qu'un narthex occidental de deux étages construit dans un style baroque. L'intérieur est rythmé de pilastres qui divisent la nef en trois travées, tandis que les façades sont constituées de pierres de taille dans l'esprit de la tradition locale qui s'enrichit aussi d'éléments des architectures classique et baroque. Pour toutes ces raisons, l'église Saint-Pierre-et-Saint-Paul est caractéristique d'une période architecturale de transition, encore traditionnelle mais ouverte à des influences occidentales.
L'iconostase date de 1874 ; elle est l'œuvre de Stevan Todorović et de Nikola Marković. L'église abrite des œuvres d'art des XVIIIe et XIXe siècles.